# Gouvernement Orban I
Pour les articles homonymes, voir gouvernement Orban.
Ne doit pas être confondu avec gouvernement Orbán I.
Roumanie
Dăncilă Orban II
Le gouvernement Orban I (en roumain : Guvernul Ludovic Orban (1)) est le gouvernement de la Roumanie du 4 novembre 2019 et le 14 mars 2020, sous la 8e législature de la Chambre des députés et du Sénat.
Il est dirigé par le libéral Ludovic Orban, dont le parti est arrivé deuxième aux élections de 2016. Il succède au gouvernement de la sociale-démocrate Viorica Dăncilă, renversé par une motion de censure initiée par le Parti national libéral. Il est remplacé par le gouvernement Orban II, à la composition identique, près de six semaines après son renversement par le Parlement.

## Historique du mandat
Dirigé par le nouveau Premier ministre Ludovic Orban, ancien ministre des Transports, ce gouvernement est constitué du Parti national libéral (PNL). Seul, il dispose de 69 députés sur 329, soit 21 % des sièges de la Chambre des députés, et 27 sénateurs sur 136, soit 19,9 % des sièges du Sénat.
Il est formé à la suite de l'adoption d'une motion de censure par le Parlement le 10 octobre 2019, initiée par les libéraux.
Il succède donc au gouvernement de la sociale-démocrate Viorica Dăncilă, au pouvoir depuis janvier 2018, constitué et soutenu par le seul Parti social-démocrate (PSD). Abandonné par ses alliés de l'Alliance des libéraux et démocrates (ALDE) et l'Union démocrate magyare de Roumanie (UDMR), l'exécutif est renversé par 238 voix sur 465.

### Formation
Cinq jours après le renversement de Dăncilă et après avoir entendu les représentants des différents partis représentés au Parlement, le président Klaus Iohannis nomme Ludovic Orban, président du PNL, au poste de Premier ministre. Il dispose alors de dix jours pour constituer le nouveau gouvernement. Le chef de l'État précise alors qu'il est favorable à la tenue d'élections parlementaires anticipées mais qu'il refuse qu'elles se tiennent sous l'autorité intérimaire du gouvernement Dăncilă, d'où la nécessité de constituer un cabinet de plein exercice.
Orban indique deux jours plus tard son intention de constituer un gouvernement minoritaire autour du seul PNL, répondant de manière favorable à une demande de l'ALDE. En revanche, le parti Pro Romania annonce qu'il ne votera pas la confiance au nouveau cabinet et l'UDMR estime que le Parlement ne soutiendra pas le nouveau chef de l'exécutif. Après plusieurs jours de discussions, il signe le 22 octobre deux accords avec l'Union sauvez la Roumanie (USR) et l'ALDE, tandis que l'UDMR indique finalement être prête à lui accorder son appui s'il renonce à toute tentative de réformer la justice par décret-loi ; le soutien du Parti Mouvement populaire (PMP) devient cependant hypothétique car en s'alliant avec l'ALDE, Orban confirme la formation d'un gouvernement monocolore, ce qui exclut l'entrée initialement envisagée de ministres issus ou proposés par le PMP. Il obtient finalement le soutien du Parti Mouvement populaire, ainsi que de l'UDMR et des députés représentant les minorités nationales, et bénéficie de l'appui de huit élus de Pro Romania, dont les vice-présidents du parti et anciens ministres Sorin Cîmpeanu et Daniel Constantin.

### Auditions et investiture
Le Premier ministre désigné présente la composition de son équipe le 24 octobre, qui comprend 17 membres dont une vice-Première ministre. Le 28 octobre, le Parlement fixe la date du vote de confiance au 4 novembre, et celles des auditions des ministres par les commissions parlementaires au 29 et 30 octobre ; un calendrier contraire à celui proposé par Orban, qui suggérait des auditions les 28 et 29 octobre, puis une investiture le 30. L'association des votes du PSD et de Pro Romania a permis le rejet de cette proposition.
À l'issue des auditions parlementaires, les ministres des Finances Florin Cîțu, des Travaux publics Ion Ștefan et du Travail Violeta Alexandru sont rejetés par les commissions compétentes des deux chambres. Le Premier ministre désigné dénonce alors un « vote politique » orchestré par les sociaux-démocrates et confirme son intention de se présenter avec son équipe sans changement devant les assemblées. Il bénéficiera à cette occasion du vote favorable d'au moins  une députée du PSD, une prise de position qui pourrait entraîner d'autres défections au sein du parti au pouvoir.
Le 2 novembre, la Première ministre sortante annonce que le PSD ne participera pas à la séance du vote de confiance au Parlement, une attitude qualifiée de « boycott honteux » par Orban, qui affirme par ailleurs qu'il dépassera la majorité absolue en obtenant — selon ses propres estimations — entre 237 et 243 voix favorables. Le président de Pro Romania Victor Ponta indique le lendemain que ses députés et sénateurs seront également absents, à moins que le Premier ministre désigné ne change les trois ministres ayant reçu un avis négatif des commissions parlementaires,,.
Il reçoit l'investiture des députés et sénateurs par 240 voix favorables lors de la session commune des chambres. Comptant parmi les gouvernements les plus restreints depuis la chute du communisme, il sera assermenté le soir même au palais Cotroceni par le chef de l'État et se réunira pour son premier conseil des ministres le 5 novembre. Une première réunion informelle se tient après l'assermentation en présence du président Iohannis, tandis que le premier conseil des ministres est décalé au 6 novembre afin de permettre un certain nombre de passations de pouvoir entre les anciens et les nouveaux ministres ; Orban annonce que cette première réunion formelle de son cabinet aura notamment pour but d'engager la dépolitisation de l'administration, de lancer un audit dans chaque ministère et entité subalterne, et d'adopter un décret-loi pour restructurer les départements ministériels conformément au nouvel organigramme exécutif.

### Renversement
Le gouvernement Orban est renversé le 5 février 2020 par une motion de censure déposée par l'opposition sociale-démocrate, qui s'oppose au projet de loi de réforme du Code électoral prévoyant le rétablissement du scrutin à deux tours pour l'élection des maires. La motion recueille 261 suffrages favorables, soit 28 de plus que le minimum requis.
Le 6 février, Orban est chargé de former un nouveau gouvernement. Le projet de réforme du système électoral et la reconduction d'Orban sont une stratégie du président Iohannis pour obtenir des législatives anticipées,. Le 10 février, Orban annonce une composition gouvernementale identique à celle votée en novembre 2019. Le vote de confiance est prévu pour le 24 février. Celui-ci est reporté du fait du quorum non atteint. Le jour même, la Cour constitutionnelle demande à Iohannis de nommer un autre Premier ministre.
Le 26 février, le ministre des Finances Florin Cîțu est chargé de former un gouvernement. Le 12 mars, jour du vote d'investiture, il retire sa candidature.
À la suite de l'épidémie de maladie à coronavirus, les différents partis rallient la proposition de ne pas tenir d'élections anticipées et privilégient la mise en place d'un gouvernement de plein exercice. Par ailleurs, la Cour constitutionnelle a décidé que le délai de 60 jours avant la tenue d'un scrutin anticipé débutait le jour de la nomination de Cîțu. Enfin, un consensus des partis est nécessaire avant toute dissolution, même si deux candidatures au poste de Premier ministre sont rejetées. Le 13 mars, Ludovic Orban est de nouveau chargé de former un gouvernement. Il propose alors une liste de ministres identique à celle du gouvernement précédent. Le Parlement, réuni en séance commune le 14 mars, vote la confiance au gouvernement Orban II,.

## Composition
| Poste                                                                 | Titulaire | Titulaire           | Parti |
| --------------------------------------------------------------------- | --------- | ------------------- | ----- |
| Premier ministre                                                      |           | Ludovic Orban       | PNL   |
| Vice-Première ministre                                                |           | Raluca Turcan       | PNL   |
| Ministre des Finances publiques                                       |           | Florin Cîțu         | PNL   |
| Ministre des Affaires intérieures                                     |           | Ion Marcel Vela     | PNL   |
| Ministre des Affaires étrangères                                      |           | Bogdan Aurescu      | Sans  |
| Ministre de la Justice                                                |           | Cătălin Predoiu     | PNL   |
| Ministre des Travaux publics, du Développement et de l'Administration |           | Ion Ștefan          | PNL   |
| Ministre de la Défense                                                |           | Nicolae Ciucă       | Sans  |
| Ministre de la Santé                                                  |           | Victor Costache     | PNL   |
| Ministre de l'Éducation et de la Recherche                            |           | Monica Anisie       | PNL   |
| Ministre de l'Économie, de l'Énergie et du Milieu des affaires        |           | Virgil Popescu      | PNL   |
| Ministre du Travail et de la Protection sociale                       |           | Violeta Alexandru   | PNL   |
| Ministre de l'Environnement, des Eaux et des Forêts                   |           | Costel Alexe        | PNL   |
| Ministre des Transports, des Infrastructures et des Communications    |           | Lucian Bode         | PNL   |
| Ministre de l'Agriculture et du Développement rural                   |           | Nechita-Adrian Oros | PNL   |
| Ministre des Fonds européens                                          |           | Ioan-Marcel Boloș   | Sans  |
| Ministre de la Culture                                                |           | Bogdan Gheorghiu    | PNL   |
| Ministre de la Jeunesse et des Sports                                 |           | Ionuț-Marian Stroe  | PNL   |